# Équipe des Tonga de rugby à XV à la Coupe du monde 1999
L'équipe des Tonga a terminé troisième de poule et n'a pas participé à la phase finale de la Coupe du monde de rugby 1999. 

## Résultats
|                  | MJ | V | N | D | PP  | PC  | Pts |
| ---------------- | -- | - | - | - | --- | --- | --- |
| Nouvelle-Zélande | 3  | 3 | 0 | 0 | 176 | 28  | 9   |
| Angleterre (bar) | 3  | 2 | 0 | 1 | 184 | 47  | 7   |
| Tonga            | 3  | 1 | 0 | 2 | 47  | 171 | 5   |
| Italie           | 3  | 0 | 0 | 3 | 35  | 196 | 3   |

- 3 octobre : Nouvelle-Zélande 45-9 Tonga à Bristol, Angleterre
- 10 octobre : Tonga 28-25 Italie à Leicester, Angleterre
- 15 octobre : Angleterre 101-10 Tonga à Twickenham, Londres

## L'équipe du Tonga troisième (et éliminée) en match de poule
Les joueurs suivants ont joué pendant cette coupe du monde 1999.

### Pilier
- Ta'u Fainga'anuku (3 matchs, 2 comme titulaire)
- Puke Faletau (0 match)
- Tamieni Penesini (1 match)
- Ngalu Taufo'ou (3 matchs, 2 comme titulaire)
- Tevita Taumoepeau (2 matchs, 2 comme titulaire)

### Talonneur
- Latiume Maka (3 matchs, 1 comme titulaire)
- Fe'ao Vunipola (2 matchs, 2 comme titulaire)

### Deuxième Ligne
- Kuli Faletau (0 match)
- Isi Fatani (3 matchs, 2 comme titulaire)
- Benhur Kivalu (3 matchs disputés, 3 comme titulaire)
- Falamani Mafi (3 matchs disputés, 1 comme titulaire)

### Troisième Ligne
- David Edwards (3 matchs, 2 comme titulaire)
- Sonatane Koloi (3 matchs, 3 comme titulaire)
- Mat Te Pou (2 matchs)
- Va'a Toloke (2 matchs, 1 comme titulaire)
- Kati Tu'ipulotu (2 matchs, 2 comme titulaire)

### Demi de mêlée
- Sililo Martens (3 matchs, 3 comme titulaire)

### Demi d’ouverture
- Elisi Vunipola (3 matchs disputés, 3 comme titulaire); 2 fois capitaine
- Brian Wooley (1 match, 1 comme titulaire)

### Trois-quarts centre
- Salesi Finau (1 match disputé, 1 comme titulaire)
- Epeli Taione (2 matchs, 1 comme titulaire)
- Semi Taupeaafe (3 matchs, 3 comme titulaire)

### Trois-quarts aile
- Semisi Faka'osi'folau (0 match)
- Fepikou Tatafu (2 matchs, 2 matchs titulaire)
- Taunaholo Taufahema (2 matchs, 2 comme titulaire)
- Dave Tiueti (3 matchs disputés, 2 comme titulaire)

### Arrière
- Josh Taumalolo  (1 match disputé, 1 comme titulaire)
- Sateki Tuipulotu  (2 matchs disputés, 2 comme titulaire); 1 comme capitaine
- Sione Tuipulotu  (2 matchs disputés, 0 comme titulaire)
- Isi Tapueluelu (3 matchs)

## Meilleur réalisateur
- Sateki Tuipulotu 23 points

## Meilleur marqueur d'essais
- I.Fatani, Taufahema, Dave Tiueti, Sateki Tuipulotu  1 essai